# Боротино
Боротино (мкд. Боротино) је насеље у Северној Македонији, у средишњем делу државе. Боротино припада општини Кривогаштани.

## Географија
Насеље Боротино је смештено у средишњем делу Северне Македоније. Од најближег већег града, Прилепа, насеље је удаљено 20 km западно.
Боротино се налази у средишњем делу Пелагоније, највеће висоравни Северне Македоније. Насељски атар је махом равничарски, без већих водотока, док се даље ка западу издижу прва брда планине Баба. Надморска висина насеља је приближно 600 метара.
Клима у насељу је континентална.

## Становништво
По попису становништва из 2002. године, Боротино је имало 277 становника.
Претежно становништво у етнички Македонци (100%).
Већинска вероисповест у насељу је православље.